# Union pour la démocratie française
Pour les articles homonymes, voir UDF.
L'Union pour la démocratie française (UDF) est un parti politique français regroupant plusieurs partis de centre droit ou de droite non-gaullistes et d'inspiration démocrate-chrétienne, libérale, europhile, ainsi que radicale dans une moindre mesure.
Fondée en vue des élections législatives de 1978 pour soutenir le président de la République en fonction Valéry Giscard d'Estaing, cette confédération est à nouveau au pouvoir de 1986 à 1988 puis de 1993 à 1997, en alliance avec le RPR.
Dans les années 2000, sous l'impulsion de François Bayrou, l'UDF s'éloigne clairement de la droite. À partir de 2007, avec la création du Mouvement démocrate (MoDem), dont elle est le principal membre fondateur, elle ne conserve qu'une existence légale.

## Histoire

### Origines: mouvements centristes et libéraux français (1901-1978)
Sur cette chronologie, les barres orange représentent l'adhésion à l'UDF.

### Sous Jean Lecanuet et Valéry Giscard d'Estaing (1978-1996)

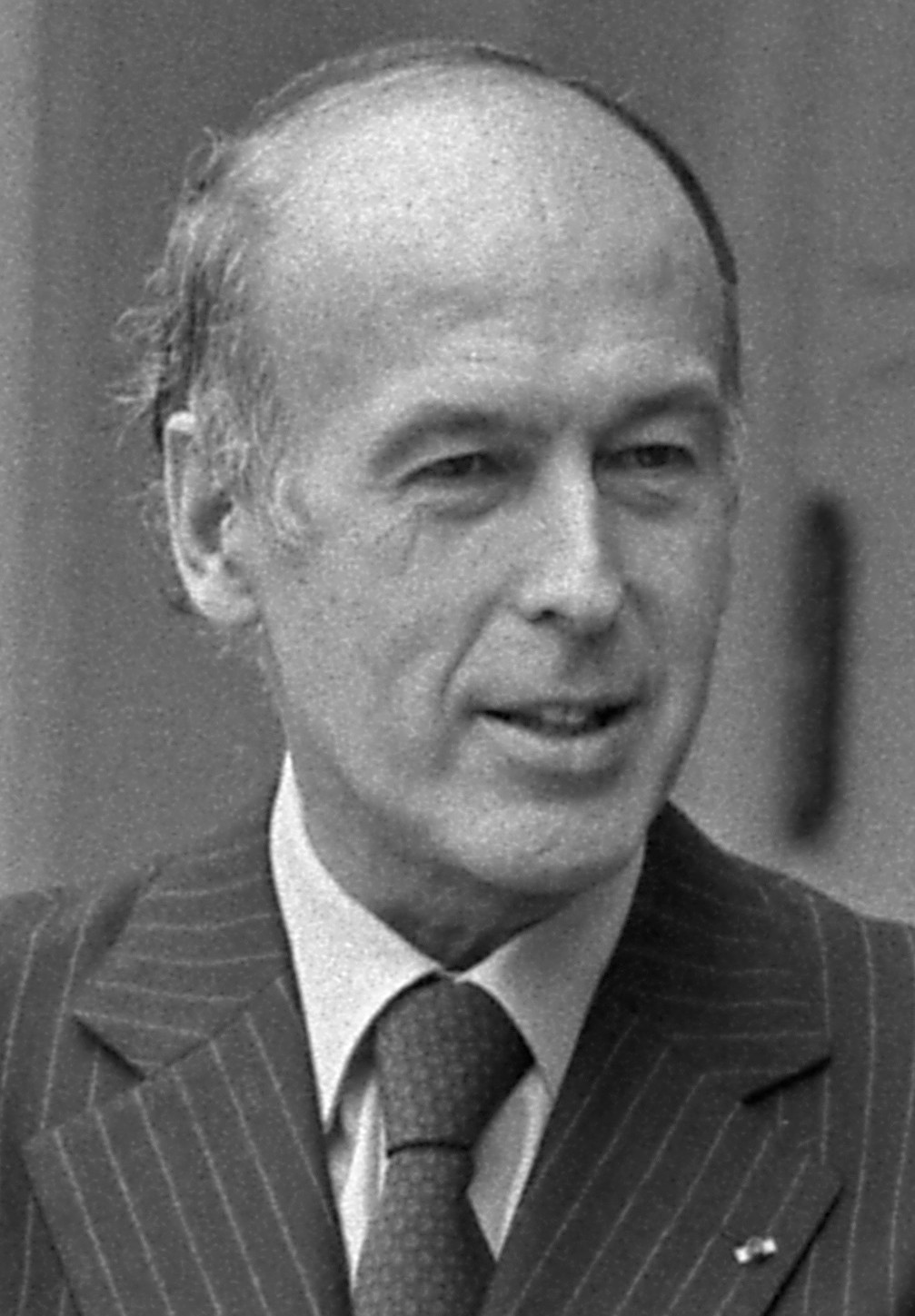
Valéry Giscard d'Estaing, président de la République française de 1974 à 1981, à l’origine de la fondation de l’UDF.

#### Création en vue des législatives de 1978
Soucieux de rajeunir son parti, dont la notoriété et la popularité sont faibles, Valéry Giscard d'Estaing soutient la transformation, en mai 1977, de la FNRI en Parti républicain (PR), dont Jean-Pierre Soisson devient le secrétaire général.
Le 27 janvier 1978, alors que les sondages prédisent une victoire de la gauche aux élections législatives à venir, Valéry Giscard d'Estaing prononce un discours, à Verdun-sur-le-Doubs (Saône-et-Loire), dans lequel il appelle les Français à faire « le bon choix pour la France » et les met en garde contre les blocages politiques et les conséquences économiques (hausse du chômage, aggravation du déficit budgétaire, baisse de la valeur de la monnaie) que provoquerait une victoire de la gauche aux élections législatives du mois de mars,.
L'UDF est fondée le 1er février 1978 par Michel Poniatowski sur l'idée de Jean Lecanuet et de Jean-Jacques Servan-Schreiber pour aider le président Valéry Giscard d'Estaing à disposer d'un parti le soutenant en vue des élections législatives de 1978, qui s'annoncent difficiles pour la droite.
Pour le journaliste Laurent de Boissieu, l'objectif de l'UDF à sa création est de « faire pièce au RPR chiraquien, lancé en 1976 ». Une liste de candidats pouvant se réclamer de l'appartenance à l'Union pour la démocratie française est publiée le 1er février 1978. Le nom de l'UDF provient du titre du livre de VGE, Démocratie française, vendu à plusieurs centaines de milliers d'exemplaires.
L'UDF regroupe les différentes composantes centristes et giscardiennes de la majorité (Parti républicain, Centre des démocrates sociaux, Parti radical, Centre national des indépendants et paysans, Mouvement démocrate socialiste de France) et permet ainsi de limiter les candidatures à droite lors du scrutin législatif. Le nouveau parti présente 405 candidats pour 491 circonscriptions. Elle réunit six composantes, du centre et de la droite non-gaulliste, qui demeurent chacune des partis politiques indépendants :
- le Parti républicain (PR), héritier de la Fédération nationale des républicains indépendants (FNRI), le parti d'origine de Valéry Giscard d'Estaing ;
- le Centre des démocrates sociaux (CDS), qui trouve son origine au MRP, parti démocrate-chrétien attaché aux valeurs de la démocratie et s'inspirant de la doctrine sociale de l'Église catholique ; le CDS devient Force démocrate (FD) en 1995 ;
- le Parti radical « valoisien » (PRV ou RAD), issu des rangs des républicains du XIXe siècle et présidé par Jean-Jacques Servan-Schreiber ;
- le Mouvement démocrate socialiste de France (MDSF) puis Parti social-démocrate (PSD), fusionné dans Force démocrate (FD) en 1995 ;
- la Fédération nationale des clubs Perspectives et Réalités (CPR), devenue Parti populaire pour la démocratie française (PPDF) ;
- les Adhérents directs de l'UDF (UDF-AD), non-membres de l'un de ces mouvements.

Le 3 mars 1978, l'UDF se dote d'une structure provisoire : Michel Pinton (Parti républicain) en devient délégué général et un comité exécutif et un conseil national, composés de personnalités issues des différentes mouvances, sont créés.
Selon les termes de Laurent de Boissieu, l'UDF regroupe « des familles idéologiques que beaucoup d'éléments opposent. Certaines pouvant par ailleurs être placées à la gauche du RPR, et d'autres à la droite du RPR ».
L'UDF connaît un succès aux législatives de mars 1978, avec 21,4 % des voix au premier tour et 123 sièges à l'issue du second tour. Elle permet au troisième gouvernement Barre d'avoir une majorité à l'Assemblée nationale, le RPR étant le partenaire de cette coalition. Les élections européennes de 1979 sont un nouveau succès pour l'UDF, qui arrive en tête avec 27,6 % des voix, devant le PS, le PC et le RPR.

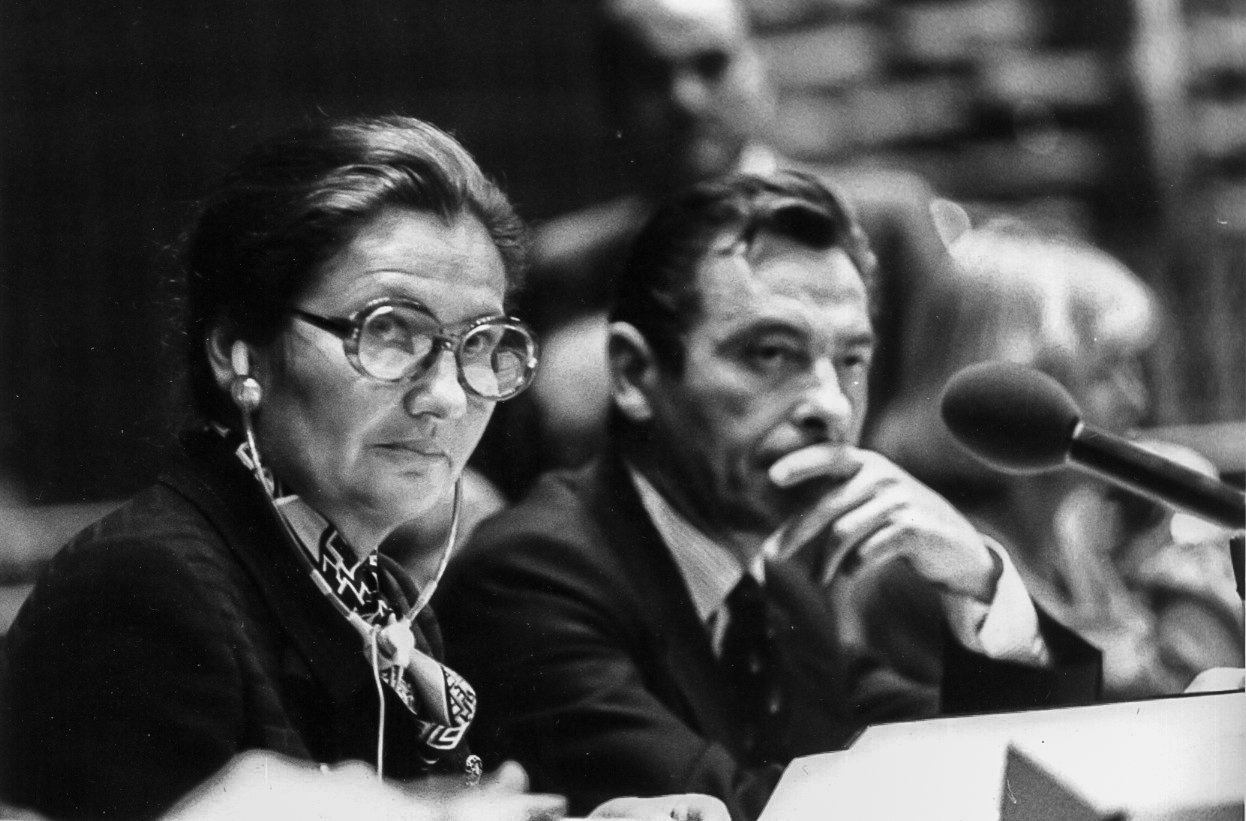
Simone Veil présidant une séance du Parlement européen en 1979.

#### Dans l'opposition face à François Mitterrand
L'UDF passe dans l'opposition en mai 1981, à la suite de la défaite de Valéry Giscard d'Estaing, battu par François Mitterrand lors de l'élection présidentielle, et de la défaite aux législatives de 1981, où elle obtient 19,2 % des voix.
Dirigée par Jean Lecanuet (jusqu'en 1988), l'UDF apparaît surtout comme un « syndicat » d'élus locaux et de notables,. Le parti ne compte en 1981 plus que 66 députés (presque deux fois moins qu’en 1978-1981), n’a pas de dirigeant naturel (son président, Jean Lecanuet, peine à s'imposer, tandis que Raymond Barre reste impopulaire) et ses différentes composantes (Parti républicain, Centre des démocrates sociaux, Parti radical) sont tentées de reprendre leur indépendance. En février 1982, Olivier Stirn, cadre de l'UDF, estime que celle-ci « doit éclater en ses deux tendances naturelles — libérale et sociale-démocrate — pour que chacune établisse, selon ses convictions propres, sa conception de la société ».
Dès les cantonales de mars 1982 où la coalition UDF-RPR-divers droite dépasse de nouveau la coalition PS-PC-MRG.
Après les législatives de 1981, Jacques Chirac à la tête du RPR s’est affirmé comme le véritable dirigeant de l’opposition en s’appuyant sur un parti puissant et en ne cachant pas sa volonté de rompre avec le septennat précédant. Au sein de l'UDF, la volonté de reconquête de Giscard d'Estaing se heurte également à la prise de contrôle du Parti républicain par de jeunes élus. Jean-Claude Gaudin s’est ainsi imposé à la tête du groupe de l’Assemblée nationale au détriment de Christian Bonnet, tandis que François Léotard, devenu secrétaire général du parti en 1982, exprime sa volonté d'indépendance par rapport à Giscard d'Estaing. Ce phénomène de « dégiscardisation » semble alors toucher l’ensemble de l’UDF.
Simone Veil dirige aux européennes de juin 1984 une liste UDF-RPR qui obtient 43,01 % des voix et 41 sièges sur 81.

#### Retour au pouvoir après les législatives de 1986
Sur le plan national, et faute sans doute d'un dirigeant d'envergure malgré le retour progressif à la vie politique de Valéry Giscard d'Estaing qui en prend la présidence en 1988 (il la conserve jusqu'en 1996), l'UDF laisse au RPR et à Jacques Chirac la direction de la coalition de droite et de centre droit aux législatives de mars 1986, où le scrutin proportionnel départemental impose un certain nombre de listes d'union. Avec à l'Assemblée nationale 114 sièges et 17 apparentés, l'UDF est alors le partenaire minoritaire du 2e gouvernement Chirac auquel participent notamment André Giraud, François Léotard, Alain Madelin, Pierre Méhaignerie ou René Monory.
L'UDF/RPR défend le principe d'une libéralisation de l'économie, la privatisation des entreprises nationalisées par François Mitterrand en 1981 et la réduction des déficits et de la dette publique.
Candidat à la présidence de l’UDF en 1988, Giscard d'Estaing est élu et succède à Jean Lecanuet, qui était à la tête du parti depuis sa création. Il tente alors de restructurer la formation et de concilier ses différentes tendances.
Au sein de l'UDF est marquée par la montée en puissance des « rénovateurs », de jeunes personnalités (François Léotard, Charles Millon, Dominique Baudis, François Bayrou, Philippe de Villiers) qui contestent son autorité et prônent le renouvellement de la droite,.
Aux élections européennes de 1989, la liste conduite par Valéry Giscard d'Estaing arrive largement en tête.

#### Candidature présidentielle de Raymond Barre en 1988

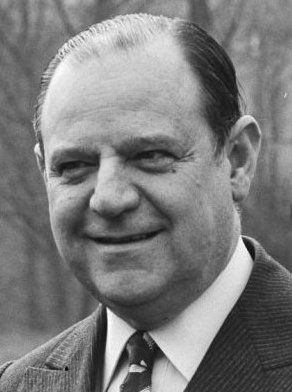
Raymond Barre, Premier ministre sous Valéry Giscard d'Estaing et candidat à l’élection présidentielle de 1988 avec le soutien de l’UDF.

Pressenti pour être candidat à l'élection présidentielle de 1988, Giscard d'Estaing y renonce le 12 février 1987, déclarant : « J'ai déjà servi. C'est à d'autres de servir à leur tour et je souhaite qu'ils réussissent ». Après le refus de Valéry Giscard d'Estaing, les différentes composantes de l'UDF se prononcent en faveur de la candidature de Raymond Barre. Celui-ci n'est pourtant pas membre de l'UDF, souhaitant rester un « homme au-dessus des partis » et s'estimant « inclassable ». Il se déclare candidat le 8 février 1988, au palais des congrès de Lyon.
Les sondages donnent longtemps présent Raymond Barre au second tour, devant Jacques Chirac et le RPR, et certains le donnent même vainqueur face à François Mitterrand,. Mais lors de l'élection présidentielle de 1988, Raymond Barre, candidat officiel de l'UDF, obtient 16,55 % des suffrages exprimés, derrière François Mitterrand et Jacques Chirac,. En vue du second tour, Barre apporte sans enthousiasme son soutien à Chirac face à François Mitterrand.
À la suite de la réélection de François Mitterrand, c'est Valéry Giscard d'Estaing qui mène la campagne nationale de la droite aux élections législatives anticipées de 1988, qui voient le Parti socialiste l'emporter sans majorité absolue. Pour la première fois, les centristes (groupe de l’Union du centre) obtiennent plus d'élus que le RPR.
Privé d'une majorité absolue, Mitterrand mène une politique d'« ouverture » qui permet au gouvernement Rocard, puis aux gouvernements Édith Cresson et Pierre Bérégovoy d'obtenir le soutien ponctuel d'un groupe centriste spécifique à l'Assemblée nationale (Union du centre) et la participation de plusieurs membres historiques de l'UDF, notamment Jean-Pierre Soisson.
PS et centristes de la « majorité présidentielle » sont également alliés lors des élections cantonales et régionales de mars 1992, le plus souvent face à des listes d'union RPR-UDF qui globalement remportent le scrutin.
Au tournant de la décennie 1980-1990, après le deuxième échec de Jacques Chirac dans la course à l’Élysée et malgré les divisions centristes, Giscard d'Estaing — qui propose l'idée d'une fusion du RPR et de l'UDF — est largement pressenti pour représenter la droite à l'élection présidentielle de 1995.
L'UDF est l'alliée du RPR aux élections législatives de 1993, au sein de l'Union pour la France, et participe aux gouvernements d'Édouard Balladur (1993-1995) puis d'Alain Juppé (1995-1997). En 1995, l'ancien Premier ministre Raymond Barre devient maire et président de la communauté urbaine de la deuxième agglomération de France, Lyon.

#### Après les scrutins de 1988 et l’élection présidentielle de 1995

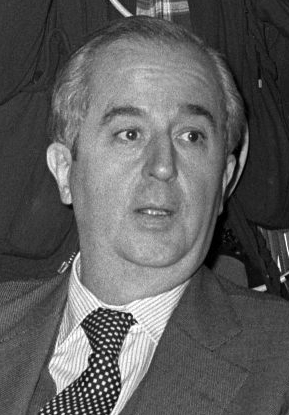
Le Premier ministre Édouard Balladur, issu du RPR et soutenu par une majorité de cadres de l’UDF à l’élection présidentielle de 1995.

L'UDF commence à se désagréger avec la perte d'influence de son fondateur qui ne réussit plus à surmonter les divergences des courants de pensée au sein du mouvement. Il n'y eut d'ailleurs pas de candidat UDF aux présidentielles de 1988 et 1995 : Raymond Barre, candidat en 1988, n'est qu'apparenté, et l'UDF -comme d'ailleurs le RPR- se déchire en 1995 entre partisans d'Édouard Balladur (CDS et une partie du PR) et de Jacques Chirac (comme Alain Madelin, Charles Millon, et l'ensemble du PPDF derrière Hervé de Charette).
Afin d’éviter toute division de l’opposition, le gaulliste Charles Pasqua propose alors la tenue d'une primaire, un type de scrutin inédit en France. Mais l’hypothèse d’une candidature de Valéry Giscard d’Estaing souffre à partir de 1993 de l’importante popularité d’Édouard Balladur, devenu Premier ministre dans le cadre de la deuxième cohabitation, notamment au sein de l’électorat centriste. Au cours de l’année 1994, l’institut Sofres teste sa candidature au premier tour en l’absence d’union à droite : il est crédité au maximum de 10 % d'intentions de vote, contre en moyenne 28 % pour Édouard Balladur et 15 % pour Jacques Chirac. Mais Giscard d'Estaing renonce à se présenter le 7 mars 1995.

### Sous François Léotard (1996-1998)

#### Élections régionales de 1998 et scission
Les élections régionales de 1998 entraînent une scission. Alors que plusieurs présidents de région avaient été élus avec les voix de l'extrême droite, François Bayrou, alors président de Force Démocrate et Alain Madelin, président de Démocratie libérale, se divisent sur la condamnation de ces accords. La position de François Bayrou, qui s'oppose aux alliances avec le Front national (FN), l'emporte finalement, et Démocratie libérale choisit de quitter l'UDF quelques semaines plus tard. Quelques dissidents de DL comme Gilles de Robien et François Léotard décident de rester à l'UDF, au sein d'un Pôle républicain, indépendant et libéral (PRIL).

### Sous François Bayrou (1998-2007)

#### Lancement de la «Nouvelle UDF»
Élu président de l'UDF en 1998, François Bayrou décide d'unifier les différentes composantes de l'UDF pour créer symboliquement un nouveau parti, marqué au centre. En novembre 1998, à Lille, les adhérents approuvèrent le principe de la fusion entre FD, le PRIL et l'UDF-AD, tandis que le Parti radical (PR) et le PPDF conservaient leur autonomie. La « Nouvelle UDF » est née.
Rapidement, François Bayrou affirme sa volonté de prendre ses distances vis-à-vis du RPR, menant lui-même une liste UDF aux élections européennes de 1999, face notamment à la liste RPR-DL de Sarkozy-Madelin.
Cette stratégie d’autonomie suscite des oppositions au sein des élus UDF, qui sont nombreux à choisir, lors de l'élection présidentielle de 2002, de soutenir Jacques Chirac plutôt que François Bayrou. Arrivé en quatrième position avec 6,8 % des voix, Bayrou ne peut s'opposer à la création de l'UMP, lancée par Jacques Chirac et Alain Juppé dès le lendemain du 21 avril 2002 pour unifier les partis de la droite et du centre. Une grande partie des élus UDF rejoignent alors l'UMP (ils se regrouperont au sein du club « Démocrate populaire »). Aux élections législatives qui suivent, l'UDF parvient cependant, avec 29 députés, à conserver un groupe politique à l'Assemblée nationale.
L'UDF obtient quelque 12 % des suffrages exprimés au premier tour des élections régionales et européennes de 2004. Lors des élections régionales, François Bayrou, tête de liste UDF dans la région Aquitaine, décidé, au second tour, de se désister en faveur du candidat UMP Xavier Darcos. Au cours de ce scrutin, aucun candidat de l'UDF ne s'est désisté au second tour au profit d'un candidat du Parti socialiste.
Le 8 juin 2005, pour la première fois depuis 2002, l'UDF refuse de voter la confiance au gouvernement Dominique de Villepin. La moitié du groupe des députés UDF vote ensuite contre le projet de budget 2006 présenté par ce gouvernement ; les sénateurs Union centriste s’abstiennent.

#### Élection présidentielle de 2007 et rupture avec la droite

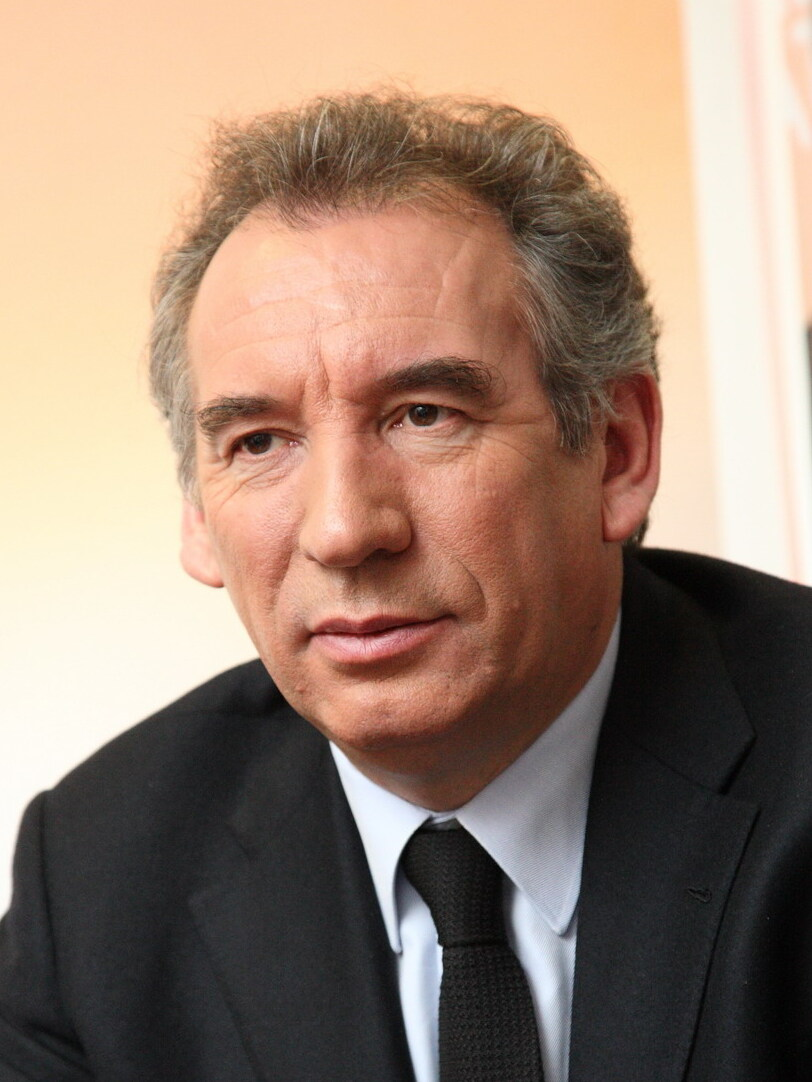
François Bayrou, qui acte un éloignement de l’UDF avec la droite.

Lors du congrès extraordinaire de Lyon de janvier 2006, les adhérents de l'UDF (91 % des votants) apportent leur soutien à la motion unique de François Bayrou définissant l'UDF comme un « parti libre et indépendant », au centre. Les partisans d'une alliance avec l'UMP, menés par le ministre Gilles de Robien, apparaissent ainsi marginalisés au sein du parti. Gilles de Robien avait été suspendu de ses fonctions exécutives au sein du parti à la suite de son entrée au gouvernement Villepin, contraire à la décision de non-participation de l'UDF.
Le 16 mai 2006, dans le cadre de l'affaire Clearstream 2, François Bayrou et dix autres députés UDF votent la motion de censure déposée par l'opposition (Parti socialiste) contre le gouvernement Villepin. C'est la première fois depuis la création du parti en 1978 qu'un dirigeant centriste se rallie à un texte de cette nature.
Le 22 avril 2007, François Bayrou arrive en troisième position à l'élection présidentielle avec un score de 18,6 % , derrière Nicolas Sarkozy (UMP, 31,2 %) et Ségolène Royal (PS, 25,9 %). Le président de l’UDF ne donne pas de consigne et indique à titre personnel « ne pas vouloir voter pour Nicolas Sarkozy ». Opposés à cette position, 24 députés UDF ayant pour la plupart appelé à voter pour Nicolas Sarkozy au second tour publient le 8 mai 2007 dans Le Figaro une tribune intitulée « Pour un centre libre dans la majorité présidentielle » : ils y déclarent entrer en dissidence avec les positions de François Bayrou et appellent à la constitution d'un nouveau parti politique de centre droit, partenaire de l'UMP, ce qui sera fait avec la fondation du Nouveau Centre. En réponse, quelque 1 500 conseillers nationaux UDF appellent à la constitution d'un nouveau parti politique dénommé Mouvement démocrate.

#### Disparition de l’UDF au sein du Mouvement démocrate
Le 25 avril 2007, Le président de l'UDF François Bayrou annonce la création d'un nouveau parti, le Mouvement démocrate (MoDem) regroupant les formations politiques et les militants souhaitant la constitution d'une force politique centriste indépendante de la droite et de la gauche. Ce parti est créé le 7 mai 2007. Les membres fondateurs du Mouvement démocrate sont : François Bayrou, Marielle de Sarnez, Michel Mercier et Jacqueline Gourault. Le Mouvement démocrate est dans ses statuts un mouvement politique unitaire.
François Bayrou propose au vote, lors du conseil national le 10 mai 2007, le principe de la création du Mouvement démocrate. L'UDF est devenue, lors de son dernier congrès, le 30 novembre 2007 à Villepinte, membre fondateur du Mouvement démocrate, dont les statuts, déposés en préfecture le 9 mai 2007, sont très proches de ceux de l'UDF et ne permettent pas l'appartenance à deux partis politiques. Le siège de l'UDF (133 bis, rue de l'Université, à Paris) est devenu le siège du MoDem.
Formellement et selon le droit des associations, l'existence juridique de l'UDF subsiste pour une période transitoire de trois ans. L'UDF délègue aux instances du Mouvement démocrate la « responsabilité de l'action et de l'expression communes », les autres instances nationales et locales de l'UDF devant « s'intégrer aux instances correspondantes du Mouvement démocrate ». Pendant cette période transitoire, « les intérêts juridiques, matériels et moraux » de l'UDF doivent être « garantis et administrés par un bureau de vingt à trente membres désignés par le Congrès, sur proposition du président dont le mandat est prorogé ».
Afin de marquer immédiatement son existence politique, le Mouvement démocrate présente des candidats aux élections législatives de juin 2007 sous l'étiquette « UDF-Mouvement démocrate », le financement de ces candidats étant assuré par l'UDF.
Cependant, l'UDF n'a jamais été formellement dissoute et reste dirigée par un bureau politique, dont Bayrou est le président. Elle garde également un siège social de 900 m2, loué par le Modem.

##### Marque UDF
Selon le journaliste Laurent de Boissieu, la marque UDF aurait été déposée plusieurs fois auprès de Institut national de la propriété industrielle (INPI). En effet, lors du dépôt d'une marque, l'INPI rappelle les exigences de droit antérieur mais ne les contrôle pas lui-même. Hervé de Charette, ancien membre de l'UDF ayant rejoint l'UMP en 2002, aurait déposé le 8 mars 2004 la marque « Union pour la démocratie française UDF » au nom de la Fédération nationale des Clubs Perspectives et Réalités, elle-même ayant été renommée le 1er juillet 1995 Parti populaire pour la démocratie française, puis en 2002 « Convention démocrate » lors de son adhésion à l'UMP. La personne morale UDF aurait ensuite déposé, entre 2006 et 2008, les marques suivantes : « Nouvelle UDF », « UDF », « Union pour la Démocratie française », « Parti démocrate - UDF », « UDF LE PARTI LIBRE ».
En avril 2007, Hervé de Charette revendique la propriété de la marque UDF au titre de l'antériorité. La direction de l'UDF - intégrée au MoDem - annonce de son côté vouloir « engager des poursuites judiciaires contre ceux qui avaient frauduleusement déposé le nom de l'UDF et sans en avoir ni droit ni qualité pour procéder à un tel dépôt », invoquant l'intention de nuire du déposant. En décembre 2009, Hervé Morin annonce pour le Nouveau Centre son intention de vouloir utiliser le sigle UDF. L'association UDF menace alors le Nouveau Centre de poursuites judiciaires. En décembre 2010, Hervé Morin indique sa décision de « ne pas se lancer dans un combat inutile », « compte tenu de la complexité juridique du droit des marques ».

## Positionnement idéologique
L'UDF s'inscrit dans l'histoire longue des partis centristes et de centre droit et non-gaullistes qui ont marqué l'histoire de la Ve République. Il est l'héritier à la fois du centre non-gaulliste (Républicains Indépendants), de la démocratie-chrétienne encore puissante sous la IVe République, mais qui a décliné face au gaullisme après 1958 et de la tradition radicale héritière de la IIIe République.
En tant que fédération de partis, l'UDF relève ainsi de plusieurs traditions : le centrisme, le libéralisme, la démocratie-chrétienne voire la sociale-démocratie.
Déjà dans "Démocratie française", Valéry Giscard d'Estaing, alors président de la République française proposait en quelque sorte un manifeste pour la création d'un nouveau parti politique qui sera l'UDF. Giscard d'Estaing plaide pour une démocratie moderne qui s'appuie sur la croissance économique et le libéralisme, et dont la politique étrangère doit privilégier la construction européenne.

### Centrisme
Valéry Giscard d'Estaing a été député de différents partis centristes dès les années 1950 avant de fonder l'UDF : Centre National des Indépendants et paysans, des Républicains indépendants (RI), Parti républicain. Il a donc été membre de la majorité gaulliste et ministre de De Gaulle jusqu'à ce qu'il prenne son indépendance par rapport aux gaullistes, mais sans être membre d'un parti gaulliste néanmoins.
Il entend réunir les courants de la droite non-gaulliste, conservatrice et libérale, hostile au dirigisme des partis de gauche (PCF et SFIO) ou du centre (MRP).

### Europhilie
L'engagement européen reste une valeur fédératrice forte. Valéry Giscard d'Estaing défend dès les années 1970 une ligne pro-européenne tout comme à sa suite Simone Veil.
François Bayrou s'inscrit lui aussi dans la tradition europhile du centre français. L'Union européenne a donc une place centrale dans son projet politique : « L’Europe est la clé de la liberté de choix : elle permet d’écrire l’avenir »[source insuffisante].
« Sans Europe, sans union politique et sans démocratie, la marche du monde devient une fatalité sur laquelle les peuples de notre continent auront perdu le pouvoir de peser. Chaque fois qu’il s’agit de peser sur l’avenir du monde, on retrouve « le besoin d’Europe »[source insuffisante]. En 2005, l'UDF fait campagne en faveur du Traité établissant une constitution pour l'Europe, que les électeurs français consultés par référendum rejettent le 29 mai 2005.

### Libéralisme
L'arrivée de Raymond Barre à la tête du gouvernement sous le mandat de Valéry Giscard d'Estaing marque l'affirmation d'une politique en partie plus libérale qui continue à caractériser ensuite l'UDF pendant toute son existence.
Les politiques économiques menées depuis la fin de la Seconde Guerre mondiale étaient marquées jusqu'à la fin des années 1970 par un certain dirigisme, auquel Valéry Giscard d'Estaing avait participé en tant que ministre des Finances, l'État contrôlant le crédit, la masse monétaire, les prix, les salaires.
La situation change en 1978, année de la formation du troisième gouvernement Barre et de création de l'UDF. Le 19 avril 1978, Raymond Barre, inspiré par les résultats de l'économie ouest-allemande, se prononce en faveur d'« un libéralisme social » et des « règles de l'économie de marché ». La concurrence et la liberté des prix sont alors privilégiées : les prix industriels sont libérés dès cette année 1978, suivis de ceux des services l'année suivante. Cette politique libérale, critiquée par les syndicats, se différencie du Programme commun de la gauche et de l'interventionnisme gaulliste.
Comme l'indique Alexis Massart, « Les années 1980 sont marquées, dans leur première moitié, par le développement international d’une nouvelle forme de libéralisme, qualifié tantôt de « néo » tantôt d’« ultra ». États-Unis et Royaume-Uni incarneront, par leurs dirigeants respectifs, cette nouvelle vague. En France, l’opposition au pouvoir socialiste va elle aussi être touchée par ce phénomène. Les partisans extrêmes de cette nouvelle voie, tel Alain Madelin, seront certes minoritaires mais ce libéralisme nouveau va néanmoins influer sur l’évolution globale du positionnement idéologique de la droite française ».
Dans les années 1980, Alain Madelin, l'un des promoteurs du libéralisme économique, gagne en influence au sein des partis français de droite. Il est très lié au collectif des nouveaux économistes, qui ambitionne de promouvoir en France l'école autrichienne d'économie et de faire redécouvrir les penseurs libéraux français. Il intervient en faveur du maintien du système de perception de la taxe sur la valeur ajoutée (TVA) dans la Communauté européenne après 1992.

### Démocratie-chrétienne
La tradition démocrate-chrétienne est représentée essentiellement par le Centre des démocrates sociaux (CDS) fondé au congrès de Rennes, tenu du 21 au 23 mai 1976. Il a été, de 1978 à sa disparition en 1995, un des membres fondateurs de l'Union pour la démocratie française, dont il constituait l'aile démocrate-chrétienne.
Le courant démocrate chrétienne remonte au catholicisme social d'Albert de Mun et au Mouvement républicain populaire (MRP, existant entre 1944 et 1966), influent sous la Quatrième République.
Pour cette famille politique, l'État doit être décentralisé et mener une politique qui combine libéralisme économique et des mesures de redistribution au travers de l'État-providence. La démocratie chrétienne se prononce aussi en faveur de la construction européenne en soutenant la création d'organes supra-nationaux. Ils se prononcent pour une coopération poussée des États européens dans ces domaines par l'intermédiaire d'un mode supranational plus puissant que les États eux-mêmes, c'est-à-dire pour une Europe fédérale.
Les représentants de cette famille dans les années 1990 ont été François Bayrou, Dominique Baudis, Pierre Méhaignerie, Philippe Douste-Blazy, Bernard Stasi.

### Radicalisme
La tradition radicale et en particulier le radicalisme de droite a été représenté au sein de l'UDF dès sa fondation.
Issu des républicains « radicaux » (extrême gauche sous la monarchie de Juillet), le Parti radical est particulièrement influent pendant la Troisième République. Très attaché à la propriété privée et à la laïcité, partisan d'un régime douanier libre-échangiste, il devient un parti intermédiaire entre la gauche et la droite susceptible de s'allier aux socialistes ou aux conservateurs suivant les circonstances. Le radicalisme évolue progressivement vers le centre gauche, avant de se positionner au centre droit après le départ de son aile gauche en 1972. Ainsi, le Parti radical se trouve associé à l’UDF de 1978 à 2002.
En 1973, le Parti radical s'allie au Centre démocrate, issu du MRP de Jean Lecanuet au sein du Mouvement réformateur. Opposés à une alliance électorale avec les communistes mais toujours anti-gaullistes, les radicaux accompagnent les principales réformes sociétales de la présidence de Valéry Giscard d'Estaing (autorisation de la pilule contraceptive, reconnaissance des droits des femmes) et réclament une nouvelle organisation territoriale de la France au profit des pouvoirs locaux. Le Centre républicain et le Parti libéral européen, issues d'anciennes scissions de la droite du parti, le réintègrent en 1978.

### Sociologie électorale
L’Union pour la démocratie française obtient ses meilleurs résultats électoraux là où la pratique religieuse est la plus élevée. Le vote pour Bayrou lors de l'élection présidentielle de 2002 ressemble à celui de Jean Lecanuet en 1965. L'UDF a ses territoires les plus forts dans l'ouest de la France du Cotentin à la Vendée en passant par la Mayenne. Le deuxième bastion est l'Alsace-Lorraine. L'Aveyron, Lozère et Haute-Loire, l'Ain, le Jura, les Hautes-Alpes et la Haute-Savoie sont les zones où les électeurs votent davantage pour l'UDF. Dans le sud-ouest, les Pyrénées-Atlantiques sont les zones les plus favorables à l'UDF.
Si elle bénéficie de la présence de paroisses où le catholicisme est important, l'UDF semble s'adresser davantage aux pratiquants actifs, convaincus par le discours de Rome et des évêques français, qu'aux simples fidèles, qui votent majoritairement pour les candidats gaullistes. Il serait inexact de dire que l'UDF est un « parti catholique » ou un « parti démocrate-chrétien ».

## Organisation

### Présidents
| Portrait | Nom                      | Dates du mandat   | Dates du mandat   | Notes |
| -------- | ------------------------ | ----------------- | ----------------- | --- |
|          | Jean Lecanuet            | 1er février 1978  | 30 juin 1988      | Ministre dans les gouvernements Chirac et Barre, il est président de plusieurs mouvements centristes comme le MRP, CD et le CDS. Il devient président de l'UDF en 1978 lors de sa fondation par Valéry Giscard d'Estaing et conservera ce poste jusqu'en 1988. |
|          | Valéry Giscard d'Estaing | 30 juin 1988      | 31 mars 1996      | Président de la République française de 1974 à 1981. Il soutient successivement Raymond Barre à l'élection présidentielle de 1988 puis Jacques Chirac à l'élection présidentielle de 1995 et ce alors qu'une majorité de membres de l'UDF soutient la candidature d'Édouard Balladur. Il quitte la présidence en 1996.                                                            |
|          | François Léotard         | 31 mars 1996      | 16 septembre 1998 | Ministre dans les gouvernements Chirac II et Balladur, il est élu en 1996 étant déjà président du Parti républicain. Il quitte la présidence en 1998 à la suite de divisions internes. |
|          | François Bayrou          | 16 septembre 1998 | 30 novembre 2007  | Ministre dans les gouvernements Balladur et Juppé, il est élu président en 1998. Candidat à l'élection présidentielle de 2002, il est éliminé au premier tour avec 6,84 %, lors de l'élection présidentielle de 2007 il est à nouveau éliminé au premier tour mais son score atteint alors les 18,57 %. L'UDF disparait le 30 novembre 2007, remplacé par le Mouvement démocrate. |

### Congrès
- février 1979 : 1er congrès de Paris
- novembre 1982 : congrès de Pontoise
- novembre 1998 : congrès de Lille
- décembre 2000 : congrès d'Angers
- décembre 2001 : congrès d'Amiens
- janvier 2003 : 2e congrès de Paris
- 21 au 23 janvier 2005 : 3e congrès de Paris
- 28 et 29 janvier 2006 : congrès extraordinaire de Lyon
- 30 novembre 2007 : congrès extraordinaire de Villepinte, approuvant l'intégration de l'UDF dans le Mouvement démocrate.

### Jeunes UDF
Fondés en 1998, lors de l'unification de l'UDF, les Jeunes UDF regroupent les adhérents de l'UDF de 16 à 34 ans inclus. Présents dans toutes les instances de l'UDF, ils prennent activement part au débat interne au parti et font valoir leurs positions. Chaque année, ils organisent l'Université d'été de l'UDF, moment fort de la vie du mouvement.
Contrairement à de nombreux mouvements politiques jeunes, les Jeunes UDF disposent de leurs propres structures et choisissent eux-mêmes leurs responsables :
- un président national : Jean-Yves de Chaisemartin, élu pour deux ans au suffrage universel des adhérents ;
- un bureau national élu en même temps que le président et chargé de l'animation quotidienne du mouvement ;
- un conseil national formé de membres élus au sein de chaque fédération, qui tient régulièrement des réunions thématiques.

Au niveau de chaque département existe une fédération des Jeunes UDF organisée de manière similaire :
- le président fédéral est élu pour deux ans par l'ensemble des adhérents de la fédération ;
- le bureau fédéral est élu en même temps que le président et chargé de l'animation de la fédération.

Si la fédération départementale compte moins de 10 adhérents, un délégué fédéral nommé par le président national tient le rôle du président et du bureau.
Les Jeunes UDF se retrouvent divisés avec la scission de l'UDF en 2007, une partie, participant à la transition de l'UDF vers le MoDem, est remplacé par les Jeunes Démocrates lors de sa création, le 1er décembre 2007, l'autre partie entrant en dissidence, crée les Jeunes Centristes le 29 mai 2007.

## Affiliation au niveau européen
Après les élections européennes, l'UDF a quitté le Parti populaire européen (historiquement le parti des Démocrates-chrétiens, mais désormais élargi à toutes les formations de droite), prenant pour prétexte l'euroscepticisme croissant du parti, pour fonder avec le centre gauche italien de La Marguerite un nouveau parti pro-européen, le Parti démocrate européen qui forme avec les libéraux le groupe de l'Alliance des démocrates et des libéraux pour l'Europe (ADLE-ALDE) au Parlement européen.
Le Parti démocrate européen, de tendance réformiste et centriste, est un parti politique européen créé le 16 avril 2004 par le Français François Bayrou et l'Italien Francesco Rutelli qui sont ses deux premiers coprésidents, Romano Prodi en étant le président d'honneur. Le chef de l'UDF a créé dans la foulée, fin février 2006 avec la New Democrat Coalition américaine, composante parlementaire du Parti démocrate, une « internationale », ou plutôt une Alliance mondiale des démocrates. En Italie, un important Parti démocrate, réunissant la gauche ex-communiste et le centre gauche chrétien, a vu le jour dans un congrès convoqué en octobre 2006.

## Représentation électorale

### À l’Assemblée nationale
Évolution des effectifs du groupe UDF
- 1978-1981 : 108 membres et 15 apparentés (sur 491)
- 1981-1986 : 51 membres et 11 apparentés (sur 491)
- 1986-1988 : 114 membres et 17 apparentés (sur 577)
- 1988-1993 : 81 membres et 9 apparentés (sur 577)

dont le groupe Union du centre : 34 membres et 7 apparentés (sur 577).
- 1993-1997 : 213 membres et 2 apparentés (sur 577).
- 1997-2002 : 107 membres et 7 apparentés (sur 577)

30 membres ont fondé le groupe Démocratie libérale et indépendants en 1998.
- 2002-2007 : 27 membres et 3 apparentés (sur 577) - 1 Pierre-Christophe Baguet radié le 09/10/06 pour avoir publiquement annoncé son soutien à Nicolas Sarkozy, pour l'élection présidentielle.

### Au Parlement européen

#### Députés européens
La délégation UDF au Parlement européen, présidée par Marielle de Sarnez, comprenait 11 députés européens au sein de l'Alliance des démocrates et des libéraux pour l'Europe. Trois députés l'ont quittée en janvier 2008 pour former la délégation de l'Alliance citoyenne pour la démocratie en Europe de Jean-Marie Cavada (ELDR) d'avril 2008 à 2009.

#### Présidents du Parlement européen
- Simone Veil (1979-1982)
- Pierre Pflimlin (1984-1987)
- Nicole Fontaine (1999-2002)

### Au niveau local

#### Conseils généraux
Avant la création du MoDem, huit conseils généraux avaient des présidents UDF (entre parenthèses leur éventuelle nouvelle étiquette à la suite de la création du MoDem) : Calvados, Loir-et-Cher (Nouveau Centre), Mayenne (Union centriste-UDF), Morbihan (MoDem), Pyrénées-Atlantiques (MoDem), Haut-Rhin (UMP), Rhône (MoDem), Somme (Nouveau Centre).

#### Conseils municipaux
Avant la création du MoDem, plusieurs maires étaient UDF (entre parenthèses leur éventuelle nouvelle étiquette à la suite de la création du MoDem) : Annecy (Nouveau Centre), Amiens (Nouveau Centre), Arras (MoDem), Biarritz (MoDem), Blois (Nouveau Centre), Deauville (centriste indépendant), Drancy (Nouveau Centre), Issy-les-Moulineaux (Nouveau Centre), Le Plessis-Trévise (MoDem), Meudon (Nouveau Centre), Montrouge (Nouveau Centre), Noisy-le-Sec (MoDem), Redon (divers droite), Reims (divers droite), Rouen (centriste indépendant), Saint-Brieuc (MoDem), Talence (MoDem), Ville-d'Avray (MoDem).

## Résultats électoraux

### Élections présidentielles
| Année | Candidat                   | Premier tour | Premier tour | Second tour              | Second tour              | Statut |
| Année | Candidat                   | %            | Rang         | %                        | Rang                     | Statut |
| ----- | -------------------------- | ------------ | ------------ | ------------------------ | ------------------------ | ------ |
| 1981  | Valéry Giscard d'Estaing   | 28,32        | 1er          | 48,24                    | 2e                       | Perdu  |
| 1988  | Soutien à Raymond Barre    | 16,55        | 3e           | Soutien à Jacques Chirac | Soutien à Jacques Chirac |        |
| 1995  | Soutien à Édouard Balladur | 18,58        | 3e           | Soutien à Jacques Chirac | Soutien à Jacques Chirac |        |
| 2002  | François Bayrou            | 6,84         | 4e           | Soutien à Jacques Chirac | Soutien à Jacques Chirac | Perdu  |
| 2007  | François Bayrou            | 18,57        | 3e           | Soutien à aucun candidat | Soutien à aucun candidat | Perdu  |

### Élections législatives
| Année | Premier tour | Premier tour | Premier tour | Sièges    | Statut                             | Gouvernement          |
| Année | Voix         | %            | Rang         | Sièges    | Statut                             | Gouvernement          |
| ----- | ------------ | ------------ | ------------ | --------- | ---------------------------------- | --------------------- |
| 1978  | 6 007 383    | 21,5         | 3e           | 123 / 491 | Majorité absolue                   | Barre III             |
| 1981  | 4 830 833    | 19,2         | 3e           | 65 / 491  | Opposition                         |                       |
| 1986  | 2 330 167    | 21,4         | 3e           | 127 / 577 | Cohabitation                       | Chirac II             |
| 1988  | 4 519 459    | 18,5         | 3e           | 129 / 577 | Opposition                         |                       |
| 1993  | 4 731 013    | 18,6         | 2e           | 215 / 577 | Cohabitation puis Majorité absolue | Balladur, Juppé I, II |
| 1997  | 3 601 279    | 14,2         | 4e           | 114 / 577 | Opposition                         |                       |
| 2002  | 1 226 462    | 4,9          | 4e           | 29 / 577  | Majorité absolue puis Opposition   | Raffarin I, II, III   |
| 2007  | 1 981 121    | 7,7          | 3e           | 3 / 577   | Opposition                         |                       |

### Élections européennes
| Année | %     | Sièges  | Rang | Tête de liste            | Groupe(s)   |
| ----- | ----- | ------- | ---- | ------------------------ | ----------- |
| 1979  | 27,61 | 25 / 81 | 1er  | Simone Veil              | PPE et LD   |
| 1984  | 43,02 | 21 / 81 | 1er  | Simone Veil              | PPE et LD   |
| 1989  | 28,88 | 11 / 81 | 1er  | Valéry Giscard d'Estaing | PPE et LD   |
| 1994  | 25,58 | 14 / 87 | 1er  | Dominique Baudis         | PPE et ELDR |
| 1999  | 9,28  | 9 / 87  | 5e   | François Bayrou          | PPE-DE      |
| 2004  | 11,96 | 11 / 74 | 3e   | —                        | ADLE        |

1. ↑  Liste commune avec le RPR qui a obtenu 20 sièges.
2. ↑  Liste commune avec le RPR (13 sièges) et le CNIP (deux sièges).
3. ↑  Liste commune avec le RPR qui a obtenu 14 sièges.

### Élections cantonales
| Année | Premier tour | Premier tour | Premier tour | Second tour | Second tour | Second tour | Conseillers | Présidents |
| Année | Voix         | %            | Rang         | Voix        | %           | Rang        | Conseillers | Présidents |
| ----- | ------------ | ------------ | ------------ | ----------- | ----------- | ----------- | ----------- | ---------- |
| 1979  | 2 265 939    | 21,14        | 3e           | 1 627 866   | 22,43       | 2e          | 366 / 1847  | / 101      |
| 1982  | 2 344 221    | 18,64        | 2e           | 1 176 309   | 22,62       | 3e          | 470 / 2014  | 43 / 101   |
| 1985  | 2 078 627    | 18,09        | 2e           | 1 387 129   | 17,77       | 3e          | 525 / 2044  | / 100      |
| 1988  | 1 537 847    | 16,92        | 2e           | 1 081 829   | 18,12       | 3e          | 436 / 2043  | / 100      |
| 1992  | 1 840 939    | 14,83        | 2e           | 1 622 761   | 19,08       | 3e          | 497 / 1945  | 46 / 100   |
| 1994  | 1 653 118    | 15,16        | 3e           | 1 455 888   | 18,19       | 3e          | 357 / 1922  | 43 / 100   |
| 1998  | 1 499 180    | 13,21        | 3e           | 1 279 640   | 15,05       | 3e          | 292 / 2038  | 20 / 100   |
| 2001  | 1 122 055    | 9,19         | 4e           | 850 821     | 11,28       | 3e          | 231 / 1997  | 18 / 100   |

## Identité visuelle
Alors que depuis sa fondation, sa couleur était le bleu, le parti passa à l'orange à partir de 2004.

Logo de 1978 à 1991.
Logo de 1991 à 1998.
Logo de 1998 à 2004.
Logo de 2004 à 2007.